# GAZ-62
Unter der Bezeichnung GAZ-62 (russisch ГАЗ-62) wurden in der Sowjetunion zwischen 1940 und 1962 insgesamt drei unterschiedliche Prototypen geländegängiger Lastwagen gefertigt. Alle Fahrzeuge wurden im Gorkowski Awtomobilny Sawod (GAZ) hergestellt, keines wurde letztlich in marktreifer Serie gebaut. Jedoch waren sie Vorbilder für den GAZ-63 und später den GAZ-66, die beide über mehrere Jahrzehnte eine große Verbreitung fanden.

## Erstes Modell von 1940

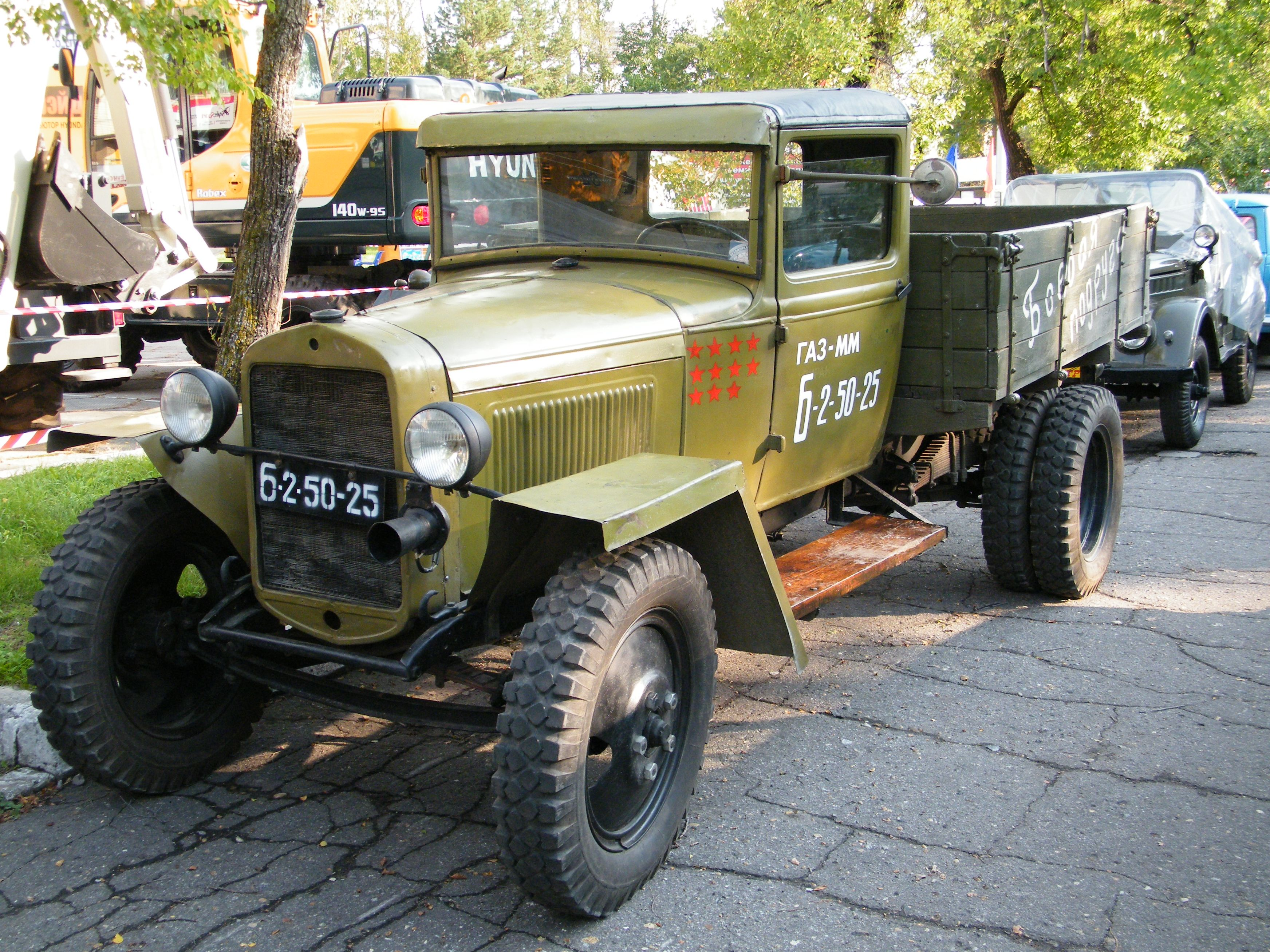
Ein GAZ-MM aus den 1940er-Jahren. Auf diesem Fahrzeug basiert der erste GAZ-62

Das erste Fahrzeug, das die Bezeichnung GAZ-62 erhielt, entstand 1939. Dabei wurde die Karosserie und die Ladefläche eines GAZ-MM auf ein Fahrgestell mit Allradantrieb gesetzt. Dieser Prototyp war einer der ersten Lastwagen mit Allradantrieb aus sowjetischer Eigenentwicklung und das vorläufige Ende verschiedener Versuche vor dem Zweiten Weltkrieg, Lastwagen geländetauglicher zu machen. Das hatten die Konstrukteure zuvor unter anderem durch die Verwendung angetriebener Doppelachsen (Antriebsformel entsprechend 6×4) versucht, so zum Beispiel beim GAZ-21 oder beim GAZ-AAA.
Der verwendete Sechszylinder-Ottomotor mit der Bezeichnung GAZ-11 und 3,48 Litern Hubraum war eine Lizenzproduktion von Dodge und ursprünglich für den GAZ-51 vorgesehen. Dessen Serienfertigung verlagerte sich allerdings kriegsbedingt auf 1947. Der GAZ-62 zeigte gute Geländeeigenschaften. So konnten Hänge bis 20° Steigung befahren werden, Schlamm durchfuhr der Lastwagen bis 40 Zentimeter und Schnee bis 60 Zentimeter Tiefe. Der Verbrauch schwankte dabei stark, je nach Fahrweise, Beladung und Untergrund. Bei schwierigen Verhältnissen stieg er bis auf 60 Liter pro 100 Kilometer an. 1941 wurde die Entwicklung kriegsbedingt eingestellt, zu einer Serienfertigung kam es nicht. Jedoch orientiert sich der nach dem Krieg gebaute GAZ-63 an dem Lastwagen, der den gleichen Motor verwendet und nach dem gleichen Grundprinzip aufgebaut ist, jedoch eine völlig überarbeitete Karosserie verwendet.
Unter der Bezeichnung GAZ-33 wurde außerdem eine Version mit zusätzlicher angetriebener Hinterachse (Antriebsformel 6×6) erprobt, die aber ebenso wenig in Serie gebaut wurde. Auf diesem Modell basierten die ersten Entwürfe für den ZIS-151.

## Zweites Modell von 1952

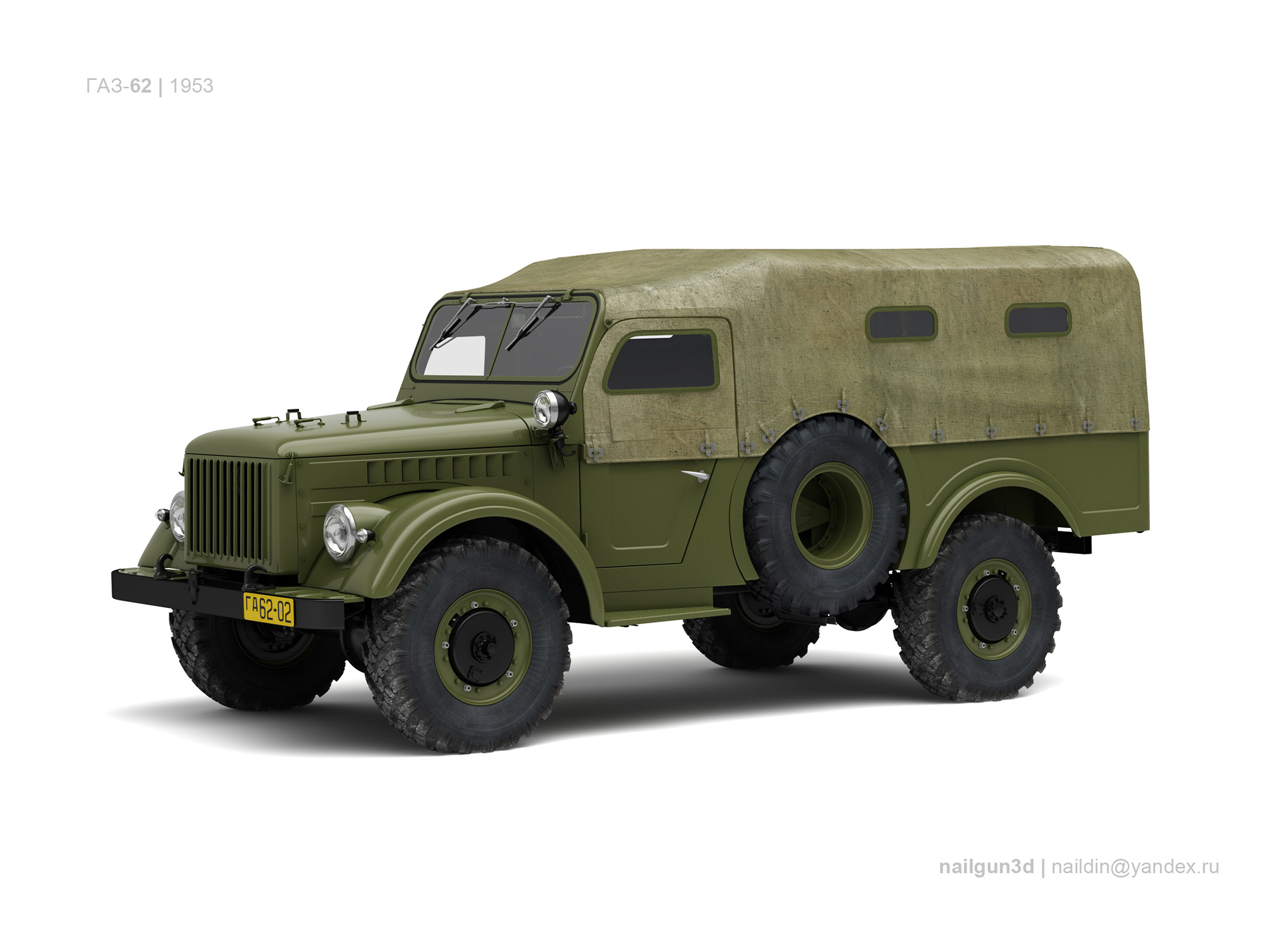
3D-Zeichnung des zweiten GAZ-62

Im Zuge des Zweiten Weltkriegs kamen auch leichte Transportfahrzeuge vom Type Dodge WC-52 in die Sowjetunion. 1952 fertigte das Gorkowski Awtomobilny Sawod einen Prototyp, der von diesem Fahrzeug inspiriert wurde und ebenfalls die Bezeichnung GAZ-62 erhielt. Dies ist ungewöhnlich, weil normalerweise keine Typenbezeichnung in der sowjetischen Fahrzeugindustrie doppelt vergeben wurde. Neben dem Dodge war auch der kleinere Geländewagen GAZ-69 Vorbild, dem der Entwurf optisch bis auf die Abmessungen ähnelte. Anders als beim amerikanischen Modell wurde das Reserverad weiter hinten angebracht und in der Karosserie versenkt, so dass es nicht seitlich darüber hinausstand. Auch war so Platz für eine Fahrertür. Als Antriebseinheit griffen die Entwickler auf den bereits 1940 verwendeten Sechszylinder-Ottomotor zurück, der unverändert 76 PS leistete. Mit dem Fahrzeug konnten 1200 kg Lasten oder zwölf Personen transportiert werden.
Bis 1958 wurde unter der Bezeichnung GAZ-62A ein weiterer Prototyp gebaut. Das Ersatzrad befand sich nun waagerecht unter dem Fahrzeug, außerdem wurde eine neue, etwas breitere Pritsche konstruiert. Zusätzlich ist an der Front eine Seilwinde verbaut. Der Vorderbau der Karosserie gleicht dem der Lastwagen GAZ-51 beziehungsweise GAZ-63. Unter der Bezeichnung GAZ-62B gab es einen Prototyp mit vier angetriebenen Achsen (Antriebsformel 8×8) und als GAZ-62P wurde eine schwimmfähige Version gebaut.
Obwohl das Fahrzeug die gestellten Ansprüche erfüllte, wurde eine Serienfertigung 1958 von den zuständigen Stellen abgelehnt. Gründe dafür sind nicht bekannt.

## Drittes Modell von 1959

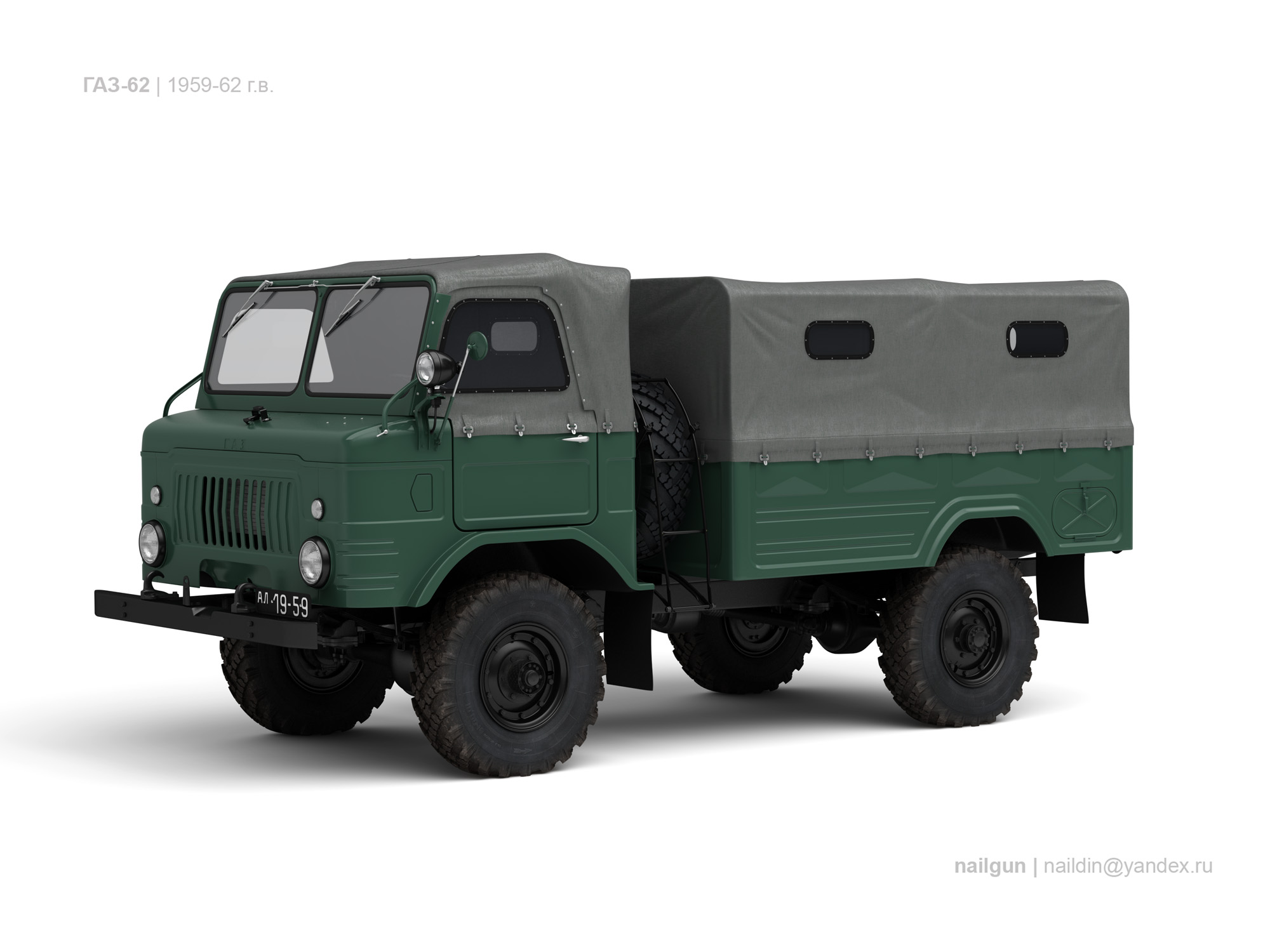
3D-Modell eines GAZ-62, wie er 1959 bis 1962 gebaut wurde

Nachdem die Serienfertigung des zweiten Entwurfs 1958 abgelehnt worden war, wurde bei GAZ wieder unter dem Namen GAZ-62 mit einer neuen Konstruktion begonnen. Das Fahrerhaus wurde komplett geändert. Es handelte sich bei dem Lastwagen nun um einen Frontlenker, nicht mehr um ein Modell in Haubenbauweise. Die Kabine konnte für Reparaturen am Motor komplett nach vorne geklappt werden. Das Verdeck war aus Stoff, die Windschutzscheibe umklappbar. Grund hierfür ist, dass das Fahrzeug auf diese Weise komplett in eine Mil Mi-4 gepasst und per Fallschirm hätte abgesetzt werden können.
Der im letzten GAZ-62 verwendete Motor blieb nach wie vor der Reihen-Sechszylinder-Ottomotor mit 3,48 Litern Hubraum, leistete nun aber 85 PS. Im Vergleich zum später gefertigten GAZ-66 war dies auch der Hauptunterschied, weil dieser über einen Achtzylinder-Ottomotor verfügt. Außerdem wurden Kleinigkeiten an der Karosserie geändert. So hat der GAZ-62 der letzten Generation noch oben rundlich abschließende Seitenfenster, der GAZ-66 eckige.
In den Jahren 1959 bis 1962 wurden nur geringe Mengen der Fahrzeuge gebaut. Die nachfolgende Tabelle veranschaulicht die Produktionszahlen nach Jahren.
| Baujahr   | 1959 | 1960 | 1961 | 1962 | Summe |
| --------- | ---- | ---- | ---- | ---- | ----- |
| Stückzahl | 40   | 21   | 5    | 3    | 69    |

Allerdings verweigerte die Sowjetarmee auch die Abnahme dieses Fahrzeugmodells. Es wurde später überarbeitet, für 2000 kg Nutzlast, statt wie zuvor für 1100 kg ausgelegt und ein leistungsstärkerer Motor verbaut. Der so entstandene GAZ-66 wurde schließlich von 1964 bis 1999 fast eine Million Mal gebaut. Dagegen ist vom Prototyp GAZ-62 wahrscheinlich seit den 1970er-Jahren kein Exemplar mehr erhalten.

## Technische Daten aller Modelle
|                       | GAZ-62 (1940)                  | GAZ-62 (1952)                  | GAZ-62 (1959)                  |
| --------------------- | ------------------------------ | ------------------------------ | ------------------------------ |
| Motor                 | Sechszylinder-Reihen-Ottomotor | Sechszylinder-Reihen-Ottomotor | Sechszylinder-Reihen-Ottomotor |
| Motortyp              | GAZ-11                         | GAZ-11                         | ?                              |
| Hubraum               | 3,48 l                         | 3,48 l                         | 3,48 l                         |
| Leistung              | 76 PS (56 kW)                  | 76 PS (56 kW)                  | 85 PS (63 kW)                  |
| Höchstgeschwindigkeit | 88 km/h                        | 85 km/h                        | 80 km/h                        |
| Verbrauch             | 16–60 l/100 km                 | ?                              | 16 l/100 km (nach Norm)        |
| Antriebsformel        | 4×4                            | 4×4                            | 4×4                            |
| Länge                 | ?                              | 5000 mm                        | 4870 mm                        |
| Breite                | ?                              | 2100 mm                        | 2100 mm                        |
| Höhe                  | ?                              | 1800 mm                        | 2385 mm                        |
| Radstand              | ?                              | 2850 mm                        | 2700 mm                        |
| Zuladung              | 2000 kg                        | 1200 kg (12 Personen)          | 1100 kg (12 Personen)          |